# Muhammad al-Muqri
Muhammad al-Muqri (Fès, 1841/1845/1854/1860 – 9 settembre 1957) è stato un politico marocchino, consigliere e Gran Visir di diversi sultani all'epoca della dominazione coloniale francese.

## Biografia
Nato nella città di Fès, ha iniziato la sua carriera nel governo durante il regno del sultano Hassan I. Con il Sultano successivo, Abd al-Aziz, è stato il rappresentante del paese per gli affari esteri con Germania, Francia e Spagna. In riconoscimento dei suoi sforzi per risolvere la crisi marocchina Abd al-Aziz ha nominato al-Muqri come suo ministro delle Finanze e nel 1908, Gran Visir, un posto che avrebbe occupato anche per gli altri sultani fino al 1955. Nel 1909, il nuovo sultano Abd al-Hafid restaurò a lui l'incarico di Ministro delle Finanze, ma fu poi promosso a Gran Visir nel 1911. Al-Muqri rassegnò le dimissioni due anni più tardi, ma è stato riconfermato dal sultano Yusef, ed è stato tenuto in posizione dal suo successore, il sultano Mohammed V, quando ascese al trono nel 1927. Nel 1953, quando Mohammed V è stato deposto dai francesi per agitazione nazionalista e sostituito da suo zio le autorità coloniali deciso di mantenere al-Muqri nella sua posizione. Una volta che l'indipendenza è stata raggiunta, Sidi Muhammad abdicò e al-Muqri è stato scelto come capo dell'autorità coloniale fino a quando il sultano Maometto esiliato non sarebbe nel paese per assumere il trono, come re Maometto V.
Al-Muqri (a volte scritto El Mokri) ha lasciato la politica nel 1955, poco prima che il Marocco guadagnasse la sua indipendenza. Morì due anni più tardi, all'età asserita di 112 anni, secondo il Guinness dei primati, o addirittura di 116, secondo altre fonti. Non ci sono registrazioni di nascita o altri elementi di prova per queste affermazioni.